# Black Magic (film 1916)
Black Magic è un cortometraggio muto del 1916 diretto da James W. Horne. È l'ultimo dei quindici episodi del serial The Social Pirates prodotto dalla Kalem con Marin Sais e Ollie Kirkby.

## Produzione
Il film fu prodotto dalla Kalem Company.

## Distribuzione
Distribuito dalla General Film Company, il film - un cortometraggio in due bobine - uscì nelle sale cinematografiche USA il 3 luglio 1916.